# Chomsongdae
Le Chomsongdae est un observatoire astronomique de la période Koryo situé à Songak-dong dans la ville de Kaesong dans l'actuelle Corée du Nord. Maintenant, il n'en reste qu'un remblai de granit dont les côtés coïncident avec les principaux points cardinaux.
Datant du début du Xe siècle, il se trouvait alors dans la capitale du royaume de Koryo. Il est considéré comme l'une des plus anciennes structures ayant servi à des études astronomiques. Le Goryeo-sa décrit ainsi la structure : « Chomsongdae est à l'ouest de Manwoldae (le palais royal). Il ressemble à une tour de guet carrée faite de colonnes de pierre, large de sept chok (210 cm) pour huit chok de haut (240 cm). Dans les temps anciens, cet appareil servait à arpenter les cieux mais actuellement il est largement recouvert de lierre et semble très âgé. »
Il a été classé trésor national n° 131 et est inscrit dans la liste du patrimoine mondial de l'UNESCO depuis 2013 dans l'ensemble des monuments et sites historiques de Kaesong. 